# Stephen Wright
Stephen John Wright (Bootle, 8 febbraio 1980) è un ex calciatore inglese, di ruolo difensore.

## Carriera

### Club
Proveniente dalle giovanili del Liverpool, squadra con cui ha anche giocato, si è trasferito al Brentford nel 2010.

### Nazionale
Ha giocato nella nazionale inglese Under-18.
Ha partecipato ai Mondiali Under-20 del 1999; successivamente ha giocato anche con la nazionale inglese Under-21.

## Palmarès

### Club

#### Competizioni nazionali
- Coppa d'Inghilterra: 1

Liverpool: 2000-2001
- Coppa di Lega inglese: 1

Liverpool: 2000-2001
- Community Shield: 1

Liverpool: 2001
- Football League Championship: 2

Sunderland: 2004-2005, 2006-2007
- FA Trophy: 1

Wrexham: 2012-2013

#### Competizioni internazionali
- Coppa UEFA: 1

Liverpool: 2000-2001
- Supercoppa UEFA: 1

Liverpool: 2001